# Unix

Unix-gruppen ordnad efter historia och typ av licens. Unixgruppen är reglerad av olika licenser så att varje program räknas till en av tre grupper – öppen, mixad eller proprietär programvara.

Unix är en grupp operativsystem som härstammar från ett system som utvecklades på AT&T Bell Labs i USA av bland andra Ken Thompson och Dennis Ritchie under 1960- och 1970-talet.
Det första Unix-systemet skrevs i assembler av Ken Thompson på en Digital PDP-7 år 1969 efter att utvecklingen av operativsystemet Multics lagts ner. Denna version är inte identisk med "first edition" och kallas därför oftast proto-Unix. Namnet Unix valdes för att driva med Multics, som var avsett för flera (multipla) användare. Efter Thompsons första version skrev han och Ritchie tillsammans om operativsystemet i PDP-11-assembler, för att köra det på en Digital PDP-11/20 som de fått tillgång till. Den första versionen av PDP-11 UNIX med namnet first edition färdigställdes den 3 november 1971.
År 1972 hade operativsystemet rönt stor uppmärksamhet och de båda skrev om hela Unix i programspråket C som uppfunnits av Ritchie som en portabel makroassembler för olika plattformar.
Programkoden till det ursprungliga Unix lever idag främst kvar i Unix-varianten System V, tidigare System III, på vilket de flesta proprietära Unix-varianter är baserade. Unix-varianter som är baserade på System V är bland andra Solaris, Irix och AIX.
Operativsystemet Linux är baserad på Unix-konventioner, men inte på Unix-kod. Kärnan Linux började utvecklas av Linus Torvalds 1991. Vissa av verktygen som brukar ingå i en linuxdistribution kommer visserligen från BSD, men största delen är GNU-programvara. Operativsystemet följer olika Unix-standarder och -konventioner mer eller mindre lika mycket som egentliga Unix-varianter, men räknas inte till dem utan som ett ”unixliknande operativsystem”.

## Varumärket UNIX, Unix-standarder och portabilitet
Novell äger upphovsrätt och patent till UNIX System V. Varumärket UNIX ägs idag av The Open Group, som tillåter operativsystem, oberoende av vilken kod som är grunden, att kalla sig Unix om de uppfyller en mängd kriterier och betalar en licensavgift. Dessa kriterier, kallade The Single UNIX Specification, samt POSIX och standarderna för C (programspråk) har stor betydelse för strävan efter att göra olika Unix-varianter kompatibla.
Trots vissa betydande skillnader mellan olika Unix-varianter liknar de ändå varandra tillräckligt för att program skrivna för en Unix-variant i de flesta fall med måttliga ändringar i källkoden kan kompileras och köras på andra Unix-varianter. Ändringarna kan inkluderas i den ursprungliga koden, så att koden automatiskt blir rätt för det system där den kompileras. Det var därför naturligt att distribuera program i källkodsform och binär free- och shareware har aldrig blivit allmän i Unix-kretsar.

## Karakteristiska egenskaper
Att skriva ett operativsystem i ett högnivåspråk var en innovation av Unix första utvecklare. Detta gjorde det möjligt att lätt porta Unix till en mångfald olika maskinvara. Källkoden var också länge fritt tillgänglig för universiteten, där Unix i första hand användes, vilket liksom tillgången till online-manualer ("man-sidorna") gav programmerare stora fördelar då de ville förbättra systemet eller utveckla nya program. Kulturen bland Unix-programmerare hade sannolikt stor betydelse för uppkomsten av rörelsen för fri programvara.
Unix strävar efter enkla och klara koncept, i reaktion till det invecklade Multics. Detta gäller såväl kärnan, till exempel hur filsystemet definierats, som konceptet med små verktygsprogram som kan kombineras att utföra komplicerade uppgifter. Dessa verktygsprogram är väsentliga för att vana Unix-användare ofta fortfarande föredrar kommandoraden framom grafiska verktyg. Konfigurationsfiler och annat data lagras gärna som textfiler, som lätt kan hanteras med dessa program.
Unix har traditionellt använts som operativsystem för arbetsstationer och mindre servrar. I den senare rollen har Unix haft ett stort inflytande på Internets utveckling.

## Tidslinje
- Här listas framförallt de stabila kärnorna. Linux räknar versionsnummer på ett speciellt sätt: x.y.z där ett jämnt tal y står för stabil och udda för beta.
- Darwin är en operativsystemskärna med öppen källkod och används i bland annat Mac OS.

## Unix i Sverige

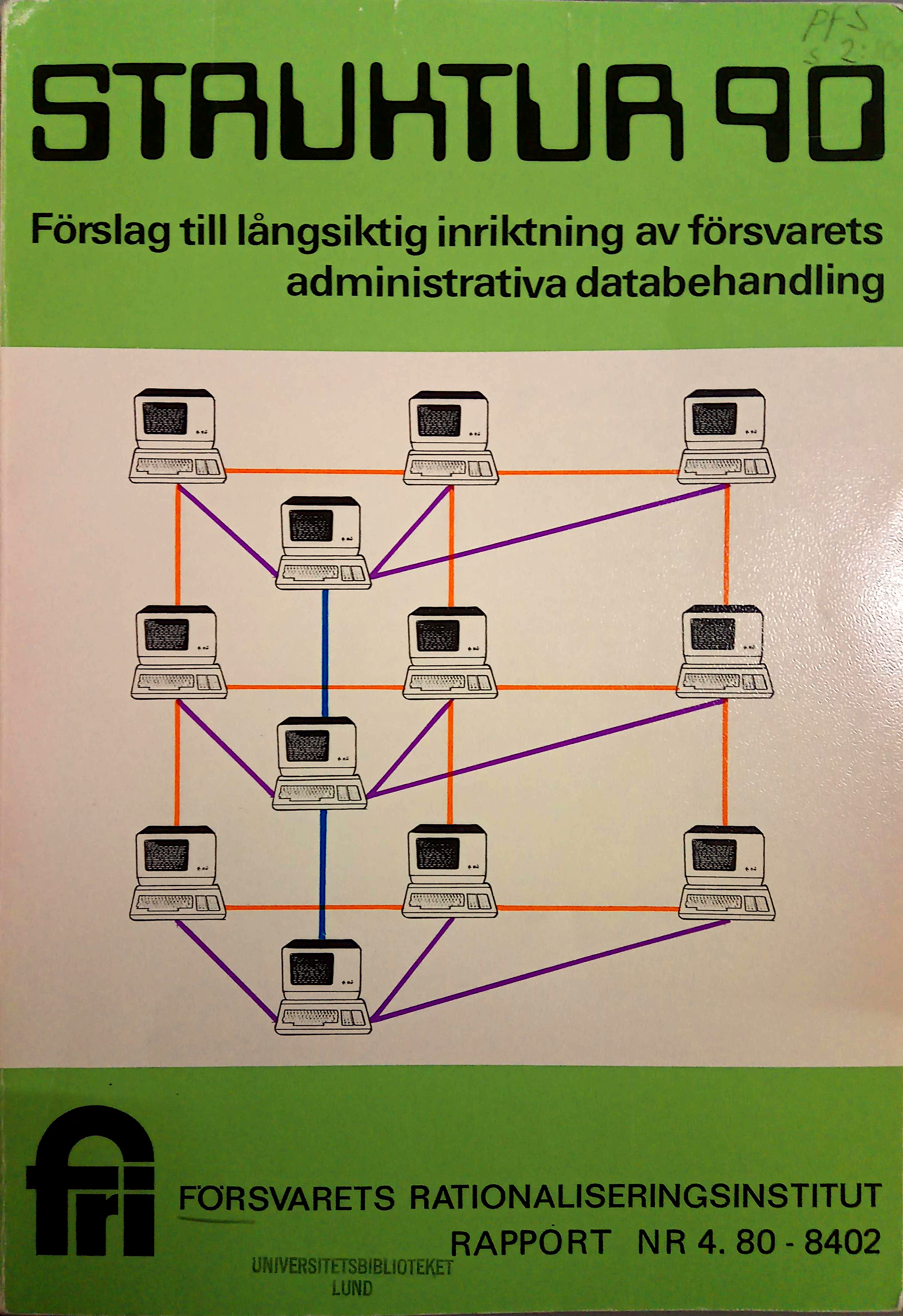
Slutrapporten för Struktur 90

År 1980 initierade Försvarets rationaliseringsinstitut en satsning på administrativa system som kallades Struktur 90. I en utförlig rapport som granskats av ÖB, CM, CVF, Försvarets civilförvaltning, Fortifikationsverket, Försvarets materielverk, Försvarets forskningsanstalt, Värnpliktsverket, Försvarets datacentral, Statskontoret, Riksrevisionsverket, Styrelsen för teknisk utveckling och Försvarsförbundet presenterade man sin syn på framtidens ADB. Man skriver att Försvaret har tre stordatorer av typen Univac 1100 i Stockholm, Arboga och Karlstad, med c:a 400 anslutna terminaler, och att behovet av datorkraft ökar konstant. För att möta framtidens behov av datorkraft föreslår man att gå ifrån de centrala stordatorerna och istället satsa på lokala och decentraliserade datorsystem. Syftet var att sprida ut såväl systemen som kunskapen om hur man använder dem, det var viktigt att användarna kunde sköta datorsystemen själva. Ett viktigt skäl var att det varit ständiga avbrott i kommunikationen med stordatorerna. Man ville effektivisera driften av lokala och distribuerade system genom att standardisera gränssnittet mot systemen. Man noterade också att medan stordatorernas system var portabla och kunde flyttas mellan olika leverantörer, fanns det en mängd inkompatibla mikrodatorer på marknaden.
Ett ramavtal (avropsavtal) för ett första steg som kallades 90' (90-prim) gjordes 1983 för 150–200 Unix-system till försvaret, och man valde följande Unix-datorer:
- NCR levererade Mini-Tower och Tower XP som körde UNIX System V
- Digital Equipment Corporation levererade MicroVAX och VAX 11 som körde UNIX 4.2 BSD

Man valde att till dessa datorer ansluta terminaler av typen Facit Twist. Systemen levererades i sin helhet av Philips Elektronikindustrier AB. Man skulle även som en del av detta utveckla ett administrativt stödsystem med namnet Generella administrativa stödsystem – GASS.
Direkt efter detta år 1983 initierade Statskontoret en större satsning på Unix i Sverige. Detta kallades för basdatorsatsningen och med basdator menades en minidator till vilken 16–32 användare för "lokala och decentraliserade tillämpningar" kunde anslutas, och man specificerade uttryckligen att dessa basdatorer skulle använda Unix System V som operativsystem och att de skulle ha ett skalprogram. Man skilde tydligt mellan dessa "basdatorer" och persondatorer, begreppet "basdator" ligger nära det vi idag kallar en server. Efter en utvärdering publicerad i januari 1985 upprättade Statskontoret i april år 1985 ett ramavtal (avropsavtal) med följande leverantörer och Unix-system:
- Datorisering AB levererade system av typen Cromemco CS400.
- Ericsson Information Systems levererade en dator som kallades Ericsson 9000 och detta var en OEM-produkt av Sun-2 från Sun Microsystems som körde SunOS.
- Luxor AB levererade ABC 9000 vilket var en OEM-produkt baserad på DS-90, som körde en variant av D-NIX som kallades ABCenix. I och med att Nokia lade ner Luxors Unix-satsning övergick man till Dataindustrier AB som levererade DS-90 direkt.
- Scandia Metric (senare Metric Office Systems och Carl Lamm System) levererade en dator som kallades Metric 8000. Den var en OEM-produkt av datorn Zilog S8000 som körde ZEUS (Berkeley version 4.2).

Flera myndigheter, däribland Arbetsmarknadsstyrelsen, Naturvårdsverket, Bostadsstyrelsen, länsstyrelsen i Kalmar och Norrbotten, polisen i Huddinge, och Stockholms tingsrätt i köpte in sådana basdatorsystem, och år 1987 gjordes en utvärdering av erfarenheterna.
År 1985 uppstod en stark konsensus inom svensk datamedia att Unix var framtiden för persondatorer. De svenska företagen Luxor AB och Dataindustrier AB arbetade med Unix-maskiner som skulle bli Luxor ABC 1600, Luxor ABC 9000 och DIAB DS90. Sun Microsystems representerades också i Sverige av Ericsson Information Systems.
Åren efter vände vinden för persondatorer och marknaden fokuserade på IBM PC med MS DOS och Microsoft Windows. Intresset kvarstod inom statsförvaltningen, och då Statskontoret gjorde en upphandling av basdatorsystem till försvaret år 1987 rankades DIAB:s DS90 högst tillsammans med Norsk Data och Datorisering AB vilket ledde till att ett stort antal Unix-system installerades i det svenska försvaret.
Ericsson Information Systems fortsatte att sälja datorerna S20 och S30 baserade på nyare generationer av Sun-hårdvara, fram till dess att Nokia köpte Ericsson Information Systems runt 1987–1988. Sun startade 1987 ett eget dotterbolag i Sverige som kom att bli mycket framgångsrikt på serversidan, speciellt under IT-bubblan i skiftet 1990–2000-tal.
Nokia fortsatte Unix-satsningen men med hårdvara i form av Nokias egna Intel-baserade PC-datorer och SCO UnixWare som operativsystem. Nokias dator fick namnet S10. När ICL köpte Nokia data 1990 lades Unix-satsningen ned.
Statskontoret fortsatte att använda och rekommendera Unix inom statsapparaten, och man deltog i standardisering i X/Open. En ny basdatorutvärdering gjordes år 1990, med bland annat interoperabilitet med IBM PC (som filserver via SMB) och Apple Macintosh, TCP/IP, NFS och IBM 3270-terminalfunktion som krav och ännu ett ramavtal upprättades med följande leverantörer för Unix-basdatorer:
- Bull levererade DPX/2
- Dataindustrier AB levererade DS90-30
- Datorisering AB levererade datorerna Dynatech och Arix
- Hewlett-Packard levererade HP9000/800 och HP9000/300
- NCR Corportation levererade Tower 32

### Svenska Unix-varianter
- D-NIX – egenutvecklad variant från svenska Dataindustrier AB
- DICOS – utvecklat av Ericsson inom ramen för AXE-N 1987–1995

## Populära UNIX-varianter
- Mac OS  (10.0–10.10)
- NeXTSTEP
- OPENSTEP
- FreeBSD